# A Special Delivery
A Special Delivery er en amerikansk stumfilm fra 1916 af Will Louis.

## Medvirkende
- Oliver Hardy - Plump
- Billy Ruge - Runt